# Lunar: The Silver Star
Lunar: The Silver Star is een rollenspel in de Lunar-spelserie voor de Sega Mega-CD. Het spel kwam als eerste uit in Japan in 1992, en werd vertaald naar het Engels en uitgebracht het daarop volgende jaar. In Europa kwam Lunar: The Silver Star uit in 1993.
Game Arts ontwikkelde in 1996 een verbeterde versie voor de Sega Saturn en de Sony PlayStation, genaamd Lunar: Silver Star Story Complete. In 2002 kwam er ook een versie voor de Game Boy Advance, en in 2010 voor de PlayStation Portable (PSP).
De opvolger van het spel heet Lunar: Eternal Blue en kwam uit in 1994.

## Spel
Lunar: The Silver Star is een rollenspel waarin de speler door dorpen, velden en moeilijk begaanbare plaatsen moet bewegen om verder te komen in het spel. Tussentijds worden er korte videofragmenten afgespeeld om de verhaallijn duidelijk te maken. De voortgang kan worden opgeslagen in het interne geheugen van de Mega-CD, of op een aparte cartridge.
Tijdens het reizen in de spelwereld komen spelers willekeurig in gevecht met vijanden. Gevechtsituaties gebruiken een systeem waarbij elke partij beurtelings een instructie kan geven, zoals aanval of vlucht, totdat het gevecht is afgelopen.

### Personages
De personages werden ontworpen door Toshiyuki Kubooka en zijn:
- Alex - een 15-jarige jongen uit een klein dorp. Opvallend is dat Alex niet spreekt in het spel.
- Nall - een gevleugeld dier dat lijkt op een witte kat.
- Luna - de jeugdliefde van Alex, zij kan mensen genezen met muziek.
- Ramus - de zoon van de burgemeester.
- Nash - een jonge uitblinker uit de drijvende stad Vane, neemt snelle beslissingen.
- Mia - een jonge uitblinker uit Vane, meer gereserveerd dan Nash.
- Kyla - een eigenzinnig persoon, en een rokkenjager.
- Jessica - de jongensachtige dochter van een bekende held.

## Platforms
| Jaar | Platform             | Titel                             |
| ---- | -------------------- | --------------------------------- |
| 1993 | Mega-CD              | Lunar: The Silver Star            |
| 1996 | Saturn               | Lunar: Silver Star Story Complete |
| 1999 | PlayStation          | Lunar: Silver Star Story Complete |
| 2002 | Game Boy Advance     | Lunar Legend                      |
| 2010 | PlayStation Portable | Lunar: Silver Star Harmony        |

## Lunar: Silver Star Story Complete
Het spel Lunar: Silver Star Story Complete is een remake van het oorspronkelijke spel uit 1992 en verscheen in Japan voor de Sega Saturn op 25 oktober 1996. In 1998 werd het spel geporteerd naar de PlayStation en een jaar later ook voor Microsoft Windows.
Het verhaal in het spel bleef grotendeels ongewijzigd, maar men maakte wel enige aanpassingen, waardoor de cast en scenarios eenvoudiger kon worden uitgebreid.